# Islams historie
Islams historie omhandler den politiske, økonomiske, sociale, kulturelle og teologiske udvikling i den muslimske verden. De fleste historikere mener, at islam opstod i Mekka og Medina i begyndelsen af det 7. århundrede. Ifølge islam begyndte religionen dog ikke med Muhammed, men var den oprindelige tro hos andre personer, som opfattes som islams profeter, som Jesus, David, Moses, Abraham, Noa og Adam.
I 610 begyndte Muhammed at modtage, hvad muslimer opfatter som åbenbaringer fra Gud. Muhammed samlede en del tilhængere i byen Mekka, men måtte i 622 flygte til Medina på grund af forfølgelser fra andre. Senere vendte han og hans tilhængere dog tilbage til Mekka i spidsen for en sejrrig hær. Efter Muhammeds død indledte hans efterfølgere en stor militær ekspansion og erobrede store landområder i Mellemøsten og Nordafrika. I samme periode blev muslimerne delt i sunni- og shia-muslimer som følge af uenighed om, hvem der var de rette arvtagere efter Muhammed som ledere af den muslimske umma. Denne opdeling eksisterer fortsat i nutiden.
I det 8. århundrede strakte de islamiske områder sig fra Spanien i vest til Indus i øst. Stater som umayyade-kalifatet (i Mellemøsten og senere i Cordoba), Abbaside-kalifatet, Fatimide-kalifatet og mameluk-riget var blandt verdens vigtigste magtcentre. Den islamiske guldalder i 800-900-tallet frembragte mange betydende videnskabsmænd og filosoffer.
Tidligt i 1300-tallet fik Delhi-sultanatet magten over den nordlige del af det indiske subkontinent. I det 13. og 14. århundrede svækkede den sorte død og de ødelæggende mongolske invasioner gradvis de traditionelle islamiske magtcentre, men i den tidlige moderne periode skabte det osmanniske rige, safavideriget og stormogulernes Indien nye stormagter. Efterhånden blev disse tre magter dog alle trængt i defensiven af de forskellige vestlige magters teknologi og militære styrke. Gennem 1800- og 1900-tallet blev det meste af den muslimske verden underlagt vestens stormagters indflydelse eller direkte kontrol. Bestræbelserne i løbet af de sidste par hundrede år på at opnå uafhængighed og bygge moderne nationalstater præger stadig i vidt omfang de historiske muslimske lande.
Siden starten af 1800-tallet har den idepolitiske debat indenfor islam således i høj grad handlet om, hvordan man skulle forholde sig til den europæiske modernitet. Problemstillingen medførte fremkomsten af en islamisk reformisme, der forsøgte at modernisere de islamiske samfund og tilpasse dem en moderne fremskridtstro. I det 20. århundrede blev reformismen til modernismen, hvor muslimske tænkere argumenterede for, at et moderne sekulært samfund var fuldt legitimt og endda påkrævet af den islamiske religion. Samtidig blev også en modsatrettet fundamentalistisk strømning efterhånden stærkere, der står for en mere konservativ og traditionel tilgang. I de sidste 40 år har denne islamiske fundamentalisme (islamisme) oplevet et stærkt opsving, hjulpet på vej af politiske hændelser som den iranske revolution i 1979 og af, at nogle af de olierige arabiske nationer er wahhabitiske.

## Tidslinje
Nedenstående tidslinje tjener som en overordnet visuel oversigt over de vigtigste politiske enheder i den islamiske verden før første verdenskrig. Den dækker de vigtigste historiske kulturelle og politiske centre Arabien, Mesopotamien (nutidens Irak), Persien (nutidens Iran), Levanten (dvs. Syrien, Libanon, Jordan og Israel/Palæstina), Egypten, Maghreb (det nordvestlige Afrika), al-Andalus (Den Iberiske Halvø), Transoxanien (Centralasien), Hindustan (det indiske subkontinent inklusive Pakistan) og Anatolien (nutidens Tyrkiet). Oversigten er en tilnærmelse, da herredømmet over nogle områder somme tider var delt mellem flere magtcentre, og i større enheder var den faktiske magt ofte fordelt mellem flere slægter. Eksempelvis blev selv hovedstaden Bagdad i det sene abbasidekalifat reelt styret af andre dynastier som buyiderne og seldsjukkerne, mens osmannerne ofte uddelegerede myndigheden over fjerntbeliggende provinser til lokale herskere som beyerne i Algier og Tunis og mamelukkerne i Irak.
Årstal er omtrentlige, se de enkelte artikler for detaljer.

## Muhammed
Den islamiske religion opstod i området Hijaz i det vestlige Arabien, nærmere bestemt i byen Mekka, hvor Muhammed blev født omkring år 570. Omkring 610 begyndte han at få visioner, som blev nedfældet i den bog, der kom til at hedde Koranen - på arabisk al-Qur'ān, der betyder "forkyndelsen" eller "recitationen". Muhammeds virke som profet, religionsstifter og politiker bevirkede, at der blev dannet en helt ny religion, der dog var beslægtet med jødedommen og kristendommen, de to tidligere bibelske religioner. Ifølge Muhammed selv var der ikke tale om nogen ny religion, men en genoprettelse af den sande religion, som også havde været de bibelske profeters og Jesu religion. Det vigtigste bud i den nye religion var en ubetinget monoteisme.
Muhammeds religiøse aktiviteter vakte så stor modstand i Mekka, at Muhammed og hans tilhængere måtte flygte til byen Yathrib (i dag Medina efter Madinat an-Nabi, "Profetens by") i 622. Udvandringen eller Hijra var en afgørende begivenhed i islam, som den islamiske kalender tager sit udgangspunkt i. I Yathrib udviklede Muhammed sig fra at være en religiøs profet til en politisk og militær leder. Efter en række militære træfninger kunne Muhammed i 630 holde sit indtog i Mekka som byens ubestridte leder. Ved Muhammeds død i 632 udstrakte hans magtområde sig over hele den arabiske halvø.

## Rashidun-kalifatet
Spørgsmålet om, hvem der skulle overtage magten efter Muhammeds død, blev afgørende for islams udvikling og opdeling i flere trosretninger. Sunnitterne og shiitterne er uenige om, hvorvidt han havde udnævnt en efterfølger. Ifølge shiitterne havde han udnævnt sin fætter og svigersøn Ali ibn Abi Talib (Ali) til efterfølger. Ifølge sunnitterne havde Muhammed ikke selv udpeget en efterfølger; hans nære fælle og svigerfar Abu Bakr udnævnte derfor sig selv til kalif, hvilket kan oversættes som stedfortræder eller repræsentant for Profeten. Abu Bakr var som kalif overhoved for muslimerne indtil sin død i 634. Sammen med hans tre efterfølgere Umar ibn al-Khattab (kalif 634-44), Uthman ibn Affan (kalif 644-56) og Ali, der var kalif fra 656, indtil han blev myrdet i 661, betegnes hans periode indenfor sunnittisk tradition som Rashidun-kalifatet og de fire kaliffer som de retledte kaliffer.
Der fandt en stor militær ekspansion sted under Rashidun-kalifatet, der foretog en række militære togter mod naborigerne Byzans og Persien, der begge var svækket som følge af indbyrdes krige. Hermed startede den islamiske ekspansion, der udbredte islams herredømme kraftigt i de kommende århundreder. Hele det persiske rige blev erobret i 643, og under Uthman var hele Mellemøsten inklusive Egypten og det nuværende Iran således under det arabiske kalifats kontrol. Som erobringsmagt udviste araberne en relativt streng selvdisciplin. For den oprindelige befolkning i de erobrede områder skete overgangen til det nye styre derfor med en orden og et fravær af ødelæggelser, noget, der var usædvanligt i datiden. De nye erobrere forlangte eksempelvis ikke omvendelse til islam.

## Umayyade-kalifatet
Den tredje kalif, Uthman, var fra Umayyah-klanen, som havde nogle af Mekkas rige købmandsfamilier som medlemmer. Da Uthman blev myrdet, betragtede ummayyah-klanfolkene hans efterfølger Ali som allieret med morderne og indledte et oprør, hvilket førte til en regulær borgerkrig. Umayyadernes leder var Damaskus' guvernør Muawiya. Da Ali blev myrdet i 661, gjorde hans søn Hasan ibn Ali først krav på det islamiske kalifat, men gav siden afkald på det til fordel for Muawiya. Ummayaderne vandt dermed borgerkrigen, og deres leder blev den nye kalif som Muawiya 1. Han lod magten blive arvelig, hvilket var et skred fra den gamle arabiske sædvane, hvor lederen skulle vælges. Han blev dermed den første kalif i Umayyade-kalifatet, der med hovedstad i Damaskus herskede over den muslimske verden i de næste 89 år. Under umayyaderne blev kalifatets magtområde udvidet til Marokko, og Spanien blev erobret.

### Sunnisme, shiisme og kharijisme
De væsentligste konflikter indenfor imperiet var mellem de stridende muslimske grupper indbyrdes. De folk, der anerkendte Muawiya som kalif, dannede efterhånden sunnah islam og blev til sunnitterne. Alis slagne tilhængere nægtede at opgive deres opfattelse af, at kalifatets ledelse burde tilfalde Profetens familie. De kaldtes shiat Ali, dvs. "Alis parti", og blev til shiitterne, som fortsat kom til at spille en rolle i rigets udvikling. I 680, da Mauwiyas søn Yazid 1. kom til magten, gjorde shiitterne oprør i Irak, hvor de stod stærkt. De udråbte Alis søn (og Muhammeds dattersøn) Husayn ibn Ali til kalif. Han blev dog slået og dræbt sammen med sin familie ved slaget ved Karbala samme år. Husayn blev siden en af shiitternes vigtigste martyrer. Shiitterne opdeltes efterhånden i tre retninger: djafariter (også kaldet tolver-shiitter, opkaldt efter Jafar al-Sadiq), zayditer (femmer-shiitter) og ismailiter (syver-shiitter). De forskellige tal refererer til, at de tre retninger anerkender et forskelligt antal imamer eller ledere.
På dette tidspunkt udskilte sig en særlig shiittisk udbrydergruppe kharijiterne (navnet betyder udbrydere). De krævede, at al religiøs tro skulle udtrykkes i handling, hvis den skulle være ægte. De var samtidig stærkt egalitære i deres grundsyn og mente, at det afgørende krav, man skulle stille til kaliffen, var, at han skulle have et perfekt moralsk og religiøst levned. Kharijiterne forblev dog for det meste fanatikere i udkanten af islam. Den nutidige islamiske retning ibadisme, der primært praktiseres i Oman, opfattes af de fleste - dog ikke af ibaditterne selv - som en udløber af kharijismen.

## Abbaside-kalifatet
Under ummayade-kalifatet fandt der en forskelsbehandling sted mellem de arabiske og ikke-arabiske muslimske undersåtter. I første halvdel af 700-tallet opstod derfor i Iran en bevægelse, der samlede de utilfredse ikke-arabiske elementer i befolkningen. Bevægelsen søgte sin religiøse og politise legitimitet ved at hævde, at dens leder stammende fra ibn Abbas, Muhammeds onkel. Lederen kunne dermed påberåbe sig den autoritet, det gav at tilhøre Hashim-klanen (profetens egen klan) i modsætning til ummayaderne, der jo tilhørte Ummayyah-klanen. Bevægelsens basis var den persiske provins Khorasan. Oprøret bredte sig hurtigt herfa, og i 749 blev Abu Abbas udråbt til kalif i den store moske i Kufah i det nuværende Irak. I 750 erobrede han magten militært fra ummayaderne. Fra dette år regnes Abbaside-kalifatet, der styrede de muslimske kerneområder i de næste 500 år. Alle det gamle ummayade-dynastis medlemmer blev dræbt, bortset fra prinsen Abd al-Rahman, der undslap til Spanien, hvor han grundlagde det ummayadiske emirat i Spanien, der senere blev til Córdoba-kalifatet.

### Den arabisk-islamiske højkultur
Abbasiderne hævdede at være arabere, men var kulturelt langt mere påvirket af persisk kultur. I 762 grundlagde kaliffen Al-Mansur en ny hovedstad Bagdad i gammelt persisk område (det nuværende Irak). I 800-tallet blev denne by en af de mest betydningsfulde i verden, og frem til dens ødelæggelse ved mongolernes overfald i 1258 var den et af de absolut vigtigste kulturelle centre i den islamiske verden. Abbaside-kalifferne omgav sig med et storslået hof. De var åbne for videnskab, og under dem (især i 800- og 900-tallet) nåede den klassiske islamiske kultur sin fulde blomstring, så den arabisk-islamiske verden blev en af de førende civilisationer. Man videreførte således den intellektuelle arv fra antikken, bl.a. gennem en stor bølge af oversættelser, især fra græsk filosofi og videnskab, men også faglitteratur fra syrisk, persisk og indisk. Ikke mindst kalif Al-Mamun understøttede disse aktiviteter. Han var tilhænger af mutazilismen og gik ind for en rationel tilgang til teologi og videnskab baseret på de græske skrifter. Græsk tænkning blev i denne periode i meget høj grad basis for den arabiske intellektuelle kultur, der dermed på væsentlige områder repræsenterede en videreførelse af hellenismen. Matematikeren og videnskabsmanden Muhammad ibn Mūsā al-Khwārizmī, medicinerne Ibn Sina (kendt i vesten som Avicenna) og Muhammad ibn Zakariya al-Razi samt filosofferne Al-Kind, Al-Farabi og den noget senere Ibn Khaldun var eksempler på den intellektuelle blomstring.

### Den politiske udvikling
Fra 750 til 861 var abbasidernes rige forenet og velstående. Derefter kom kalifatet imidlertid ind i en lang og ustabil periode. Selve kalifatet blev til sidst styret af personer fra buyidernes dynasti, der havde titel af storvesir, mens kaliffens rolle var reduceret til en marionet-regent. Samtidig blev forskellige provinser reelt selvstyrende under guvernører, der gjorde deres titler arvelige. Det arabiske kalifat forblev reelt kun helt og udelt under umayyadernes dynasti. Allerede i 755 rev det arabiske Spanien sig løs og dannede et selvstændigt emirat med Cordoba som hovedstad. Iran og Egypten blev selvstændige i 867-68. Fra da af blev det rige, som var blevet erobret af araberne, sæde for en islamisk civilisation og kultur, som bredte sig over hele området, men det blev aldrig igen til en politisk enhed.
Korstogene i 1100- og 1200-tallet afstedkom kun begrænsede ødelæggelser og betragtedes af muslimerne selv som en tragisk, men langtfra altødelæggende begivenhed. Derimod blev mongolernes invasioner i 1200-tallet meget ødelæggende for de islamiske lande. Under fyrsten Hulagu erobrede mongolerne Mellemøsten. I 1258 indtog de Bagdad, plyndrede byen i syv dage og slog kaliffen og 800.000 mennesker ihjel. Irak og Syrien blev ødelagt. Erobringen medførte voldsomme omvæltninger, som skulle få blivende følger. Området fik aldrig fordums styrke tilbage. Abbasiderne mistede enhver politisk magt, selvom slægten gik i landflygtighed i Egypten og fortsatte en skyggetilværelse der, beskyttet af mamelukkernes styre.

## Osmannerne
I starten af 1500-tallet erobrede de tyrkiske osmanner Mellemøsten. I 1517 erobrede de Egypten og hængte den sidste mameluk-sultan. Den osmanniske sultan Selim 1. overtog kaliftitlen fra den sidste abasside-kalif al-Mutawakkil 3. Osmannerne fortsatte derefter med at bære kaliftitlen, indtil kalifatet blev afskaffet i 1924 af den tyrkiske republik. Det osmanniske rige var et militært imperium, hvor en imperial pragmatisme rådede. I modsætning til den klassiske islamiske kultur, hvor viden og vidensforøgelse blev set som positive egenskaber, indskrænkede det osmanniske styre oplysningen for bedre at kunne herske. Således blev det forbudt at bruge trykpressen i hele riget, hvilket bevirkede, at de islamiske lande kom næsten 400 år bagud i forhold til Europa mht. trykte bøger. Det osmanniske rige kom derfor i høj grad til at stå som en tid med intellektuel stagnation. Fra 1700-tallet begyndte det også militært at gå tilbage for riget.

## Udviklingen i Iran, Indien og Arabien
Flere islamiske riger opstod øst for det osmanniske imperium. I Iran kom et nyt dynasti, safaviderne, til magten i 1587 og gjorde shiaislam til statsreligion - en status, tolvershiismen har haft i landet siden. På det indiske subkontinent grundlagde Babur mogulriget, da han erobrede Delhi-sultanatet i det nordlige Indien. Babur nedstammede på sin mors side fra Djengis Khan og på sin fars fra Timur Lenk. Stormogulernes Indien nåede et højdepunkt under herskeren Akbar den Store; riget eksisterede indtil 1858, hvor det blev væltet af englænderne. På den arabiske halvø fik teologen Muhammad ibn Abd al-Wahhab stor senere betydning. Han prædikede en ekstrem, puritansk udgave af islam, wahhabismen, og fik støtte fra den arabiske høvding Muhammed ibn Saud, fra hvem det senere saudi-arabiske kongehus stammer.

## 1800-tallets islamiske reformisme
I 1798 foretog en fransk hær med Napoleon i spidsen en invasion af Egypten, som de beherskede indtil 1801. Det kortvarige franske herredømme nævnes ofte som en åbning af Mellemøsten og den arabiske verden og dermed et brud med den isolation, områderne havde oplevet i de foregående århundreder. I de efterfølgende årtier kom der grøde i de konservative samfund, bl.a. som følge af den reformorienterede Muhammad Ali Pasha, der regerede Egypten indtil 1848 og i den tid gennemførte en række vigtige reformer. Han oprettede en række moderne læreanstalter og sendte hundredvis af unge egyptere til Europa for at studere. Den periode, der er kendt som Al-Nahda, den arabiske renæssance, tog sin begyndelse. Trykkerier, forlag og aviser blev grundlagt, og der opstod en kulturel genopblomstring i de arabiske områder, især Egypten og Libanon. I den tyrkiske del af det osmanniske imperium opstod den lignende tanzimat-bevægelse.
De nye tider fik også betydning på det religiøse område, hvor den islamiske reformisme opstod. Fra omkring midten af 1800-tallet til starten af 1900-tallet var der en reformistisk bevægelse, som var i en positiv, men ikke ukritisk dialog med moderniteten, som den fremstod i Europa. De europæiske tanker om social udvikling og teknologiske og videnskabelige fremskridt blev set som et gode, som de islamiske samfund skulle tilegne sig. Reformisterne mente, at islam kunne forenes med de ny tanker gennem en ny fortolkning, ijtihad. Man brugte det arabiske udtryk "ijtidadens porte kan genåbnes" med en henvisning til den oprindelige gennemtænkning af islamisk jura, teologi og samfundstænkning, som i sig selv var et resultat af ijtihad, men almindeligvis blev anset for afsluttet i løbet af de tidlige islamiske århundreder; derefter var "ijtihadens porte blevet lukket", som det udtryktes. Forholdet mellem ijtihad, dvs. nytænkning i den moderne islams forstand, og dens modsætning stilstand eller på arabisk taqlid, og alle mellemformerne mellem disse to positioner, har været det vigtigste tema i den islamiske idehistorie fra 1800 til i dag. Vigtige tidlige reformistiske tænkere var egypteren Rifaa al-Tahtawi, den tunesiske politiker Khayr ad-Din Pasha og inderen Sayyid Ahmad Khan. To senere hovedpersoner var den formodentlig iranskfødte teolog Djamal ad-Din al-Afghani (1838-1897) og hans elev og tilhænger egypteren Muhammad Abduh (1849-1905), som beskæftigede sig indgående med forholdet mellem fornuft og religion, og hvordan rationalisme, modernitet og islam var forenelige. I det russiske tsarrige spillede krimtataren Ismail Bey Gasprinski (1851-1914), der grundlagde den reformistiske Jadid-bevægelse, der fik indflydelse på muslimske samfund fra Krim til Centralasien, en tilsvarende rolle.

## 1900-tallets islamiske modernisme og fundamentalisme
Den danske islamforsker Philippe Provencal skelner mellem tre væsentlige islamiske strømninger i de sidste par hundrede år (siden 1800): Reformismen, modernismen og fundamentalismen. Reformismen, der voksede frem i 1800-tallet, ønskede at reformere de islamiske samfund og derved tilpasse dem den moderne verden, men islam var stadigvæk hovedsagen. I 1900-tallet udviklede tankegangen sig videre til modernismen eller liberalismen, hvis tankegang var, at islam måtte underordne sig fremskridtet. Den islamiske liberalisme blev dermed mere og mere sekulariseret og gjorde sig til talsmand for, at islam skulle have samme status i samfundet, som kristendommen har i vestlige samfund. Fremtrædende repræsentanter for den islamiske modernisme var egypterne Muhammad Farid al-Wadjdi (1874-1954), Qasim Amin (1865-1908), Lutfi al-Sayyid (1872-1963) og Taha Husayn (1889-1973). Udviklingen medførte efterhånden en modreaktion i form af fundamentalismen, som står for et stærkt konservativt ønske om, at islam skal være bestemmende for samfundsudviklingen. Fundamentalismen eller islamismen, også kaldet politisk islam, er antidemokratisk og anerkender typisk ikke den sociale udvikling og den moderne videnskab. To betydningsfulde fundamentalistiske tænkere var inderen Sayyid Abul A'la al-Mawdudi (1903-1979) og egypteren Sayyid Qutb (1906-1966).

## Den politiske udvikling i 1800- og 1900-tallet
Det osmanniske rige blev stadig svagere igennem 1800-tallet på trods af flere reformbestræbelser. Både i de europæiske og arabiske dele af riget voksede en lokal nationalisme frem. Samtidig blev riget mål for den europæiske nationalisme, og i løbet af 1800-tallet blev Marokko, Tunesien og Algeriet efterhånden gjort til franske protektorater, mens Storbritannien de facto fik magten i Egypten fra 1882, der dog først i 1914 officielt blev udråbt til britisk protektorat. Første verdenskrig blev enden for osmannerriget, der var allieret med krigens tabere Tyskland og Østrig-Ungarn. I 1922 blev det osmanniske sultanat officielt opløst af den tyrkiske nationalforsamling og erstattet af en republik, og i 1924 blev kalifatet fjernet. I Mellemøsten blev de arabiske områder i Syrien, Irak og Palæstina i første omgang franske og britiske mandatområder. På den arabiske halvø erobrede stammehøvdingen Abdul Aziz ibn Saud området Hejaz med de hellige byer Mekka og Medina og grundlagde i 1932 Saudi-Arabien.
I årtierne efter 2. verdenskrig blev de arabiske områder i Nordafrika og Mellemøsten, der var underlagt europæiske magter, efterhånden uafhængige nationer. Udråbelsen af staten Israel i 1947 og de efterfølgende konflikter mellem jøder, palæstinensere og områdets arabiske nabostater fik stor indflydelse på identiteten og en voksende antiamerikanisme og opfattelse af Vesten som imperialistisk. Islam spillede imidlertid ikke nogen vigtig ideologisk rolle i regionen og hos de nye magthavere i de enkelte nationer i de første årtier efter 2. verdenskrig, der snarere var præget af arabisk nationalisme, ofte i form af den særlige variant arabisk socialisme.
Gradvis begyndte fundamentalistiske islamiske tendenser imidlertid at gøre sig mere gældende. Kalifatets afskaffelse i 1924 førte til, at de konservative islamiske kræfter begyndte at organisere sig for alvor. I 1928 grundlagde egypteren Hassan al-Banna Det muslimske broderskab. En anden inspirationskilde var wahhabismen. Med den iranske revolution i 1979, der bragte det shiitiske præsteskab til magten, begyndte den politiske islam for alvor at gøre sig gældende, og mange af de politiske islamiske grupper blev i den sidste tredjedel af det 20. århundrede mere militante. Blandt de mest ekstreme eksempler herpå er fremkomsten af den terroristiske organisation Al-Qaeda og den sunnimuslimske gruppe Islamisk Stat.